# Pterocheilus tricoloratus
Pterocheilus tricoloratus är en stekelart som beskrevs av Richard Mitchell Bohart 1940. Pterocheilus tricoloratus ingår i släktet palpgetingar, och familjen Eumenidae. Inga underarter finns listade i Catalogue of Life.